# Jan Lohelius Oehlschlägel

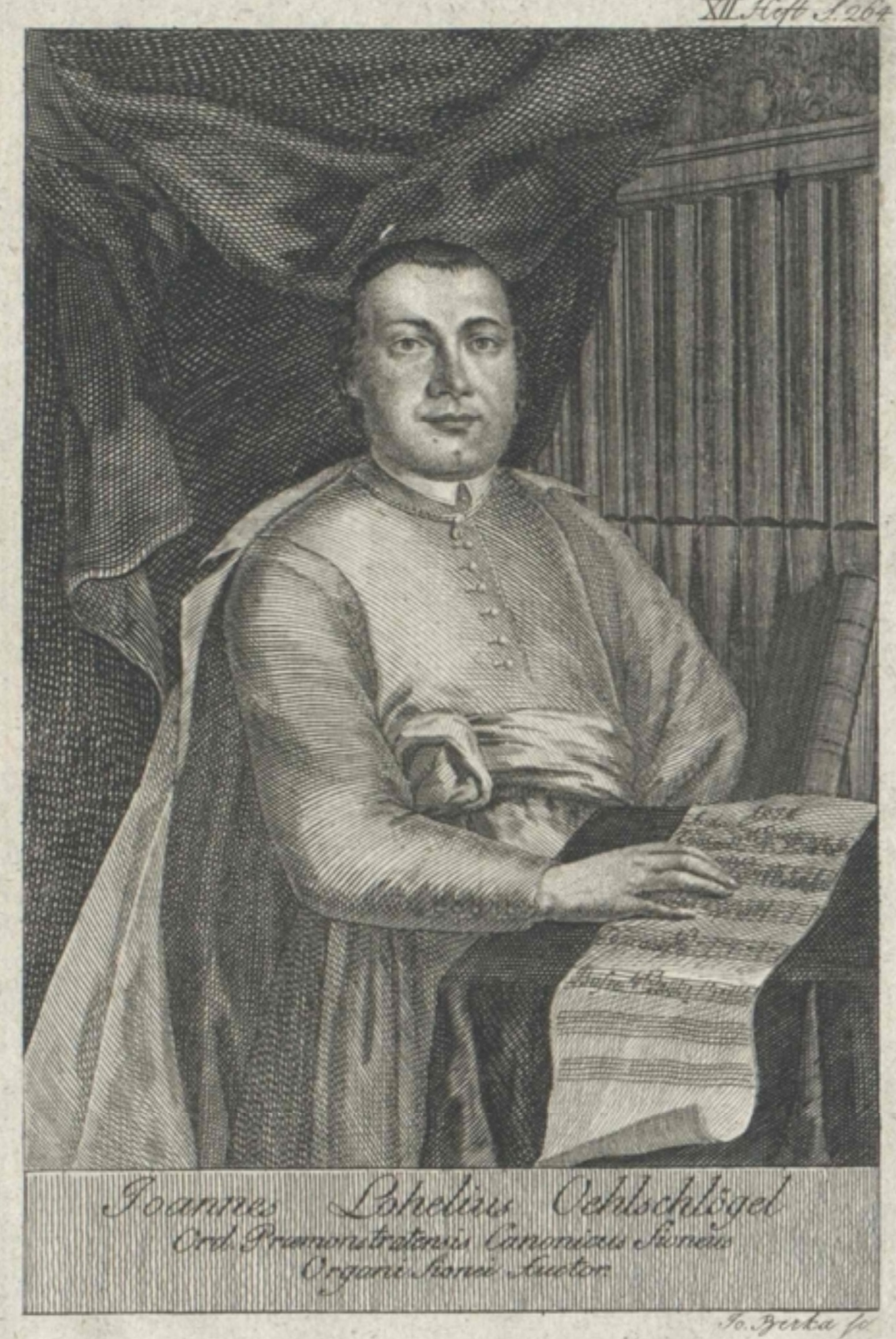
Jan Lohelius Oehlschlägel (1724–1788)

Jan Lohelius Oehlschlägel (auch Johann, Joannes; Oelschlegel, Oehlschlegel, Öhlschägel; Taufname František Josef (deutsch Franz Joseph); Ordensname Jan Lohelius; * 31. Dezember 1724 in Loosch, Elbogener Kreis; † 22. Februar 1788 in Prag, Königreich Böhmen) war ein Römisch-katholischer Priester und Prämonstratenser sowie Organist und Komponist an der Schwelle zwischen Barock und Klassik.

## Leben und Wirken
Jan Lohelius Oehlschlägel wurde als Sohn des Dorfschmieds Josef Oehlschlägel und seiner Frau Anna Catharina in dem kleinen Dorf Loosch (Lahošť) bei Dux in Nordwesten von Böhmen geboren. Er wurde auf den Namen František Josef (Franz Joseph) getauft, nannte sich jedoch zeitlebens Jan, nach seinem Taufpaten. Schon in seiner Kindheit zeigte er eine bemerkenswerte musikalische Begabung und lernte Klavier und Orgel bei dem Duxer Organisten Jan Georg/Jiří Weidig. Ab 1737 besuchte er das Gymnasium des Jesuitenklosters in Mariaschein, wo er wegen seiner besonderen Begabung bereits ein Jahr später Organist an der Wallfahrtskirche zum Gedächtnis der Schmerzen Mariens wurde.
Im Jahr 1741 begann Lohelius sein Philosophiestudium an der Prager Universität und verdiente sich dabei seinen Lebensunterhalt als Organist an der Dominikaner-Klosterkirche St. Maria Magdalena (Kostel svaté Máří Magdalény) auf der Prager Kleinseite und an der Kirche St. Maria unter der Kette der Malteser. Nachdem er 1747 von Franz Joseph Georg Graf von Waldstein-Wartenberg aus der Leibeigenschaft entlassen worden war, trat er in den Prämonstratenserorden im Prager Kloster Strahov ein. Im Jahr 1748 legte er das Ordensgelübde ab, und am 15. März 1755 empfing er die Priesterweihe. Er nahm den Ordensnamen Jan Lohelius an, mit dem er später die meisten seiner Kompositionen signierte.
Nach seinem Ordenseintritt war er zunächst Succentor und Chorregent im Kloster Milevsko (Mühlhausen) und unterrichtete an der dortigen Lateinschule (1749–1750). Nach dem Abschluss seines Theologiestudiums am Priesterseminar Collegium Norbertinum in der Prager Altstadt kehrte er 1752 nach Strahov zurück, wo er ab 1756 als Chorregent wirkte und dieses Amt bis zu seinem Tod innehatte. Um 1755 studierte er Komposition bei František Václav Habermann und Josef Antonín Sehling.
Zwischen 1756 und 1780 baute er die Orgel der Klosterkirche um und verwandelte sie in eine der besten und größten in Böhmen, auch W. A. Mozart hat sie bei seinem Besuch in Prag im Herbst 1787 bewundert. Er entwarf auch die Orgel der Kirche des Barnabitenklosters St. Salvator in Prag. Lohelius dokumentierte seine Arbeiten an der Orgel in zwei Schriften, die später als Lehrbücher für Orgelbauer dienten. In Strahov gründete er ein Orchester und erwarb für das Kloster aus eigenen Mitteln 40 Musikinstrumente um seine musikalischen Ideen besser verwirklichen zu können und auch Werke böhmischer und europäischer Komponisten aufführen zu können. Die finanziellen Mittel dafür erhielt er aus dem Verkauf seiner eigenen Kompositionen sowie von Abschriften der Werke anderer Komponisten.
Jan Lohelius starb im Alter von 64 Jahren in Prag und wurde auf dem Friedhof in Prag-Košíří beigesetzt. Sein Nachfolger als Chorregent der Klosterkirche wurde der Archivar und Musikhistoriker Bohumír Jan Dlabač, der Lohelius zur Abfassung einer Autobiographie angeregt hatte und dessen musikalischen Nachlass übernahm und katalogisierte. Eine Büste von Lohelius, geschaffen vom Bildhauer Pavel Karták, schmückt seit 1993 das Bischöfliche Gymnasium in Bohosudov sowie das Gemeindeamt in seinem Geburtsort Lahošť.

## Bedeutung
Jan Lohelius Oehlschlägel schrieb für den Strahover Chor über 120 kirchenmusikalische Kompositionen, darunter Messen, Motetten, Oratorien, Requiems, Te Deums, Offertorien, Litaneien, Hymnen, Kantaten,  Arien und Vespern. Die meisten dieser Werke sind als Handschriften erhalten. In seinen Kompositionen verband er spätbarocke und vorklassische Elemente mit dem modernen Stil der Frühklassik (symmetrische Formen, häufiger Gebrauch von Synkopen). Die Melodik und der Stil seiner Werke zeigen Einflüsse des damals populären Komponisten František Xaver Brixi sowie der zeitgenössischen italienischen Musik, was sich beispielsweise in den opernhaften Oratorien mit ausgedehnten Da-capo-Arien widerspiegelt. Seine Werke gehörten zum Repertoire vieler böhmischer Chöre, einige wenige fanden den Weg auch ins Ausland, etwa nach Dresden. Hervorzuheben ist die Missa pastoralis in D, die František Xaver Brixi nahe steht, jedoch volkstümlichere Melodien aufweist. Ein bemerkenswertes Werk ist das Weihnachtsspiel Operetta natalitia - pastoritia (1761), das die Form einer italienischen Oper mit böhmischen Elementen verbindet.
Lohelius zählte in der zweiten Hälfte des 18. Jahrhunderts zu den führenden Kirchenmusikern Böhmens, wovon die große Zahl von Abschriften seiner geistlichen Werke in zahlreichen Musiksammlungen zeugt.

## Werke
Auswahl seiner Werke:
Kompositionen
- Anima desolata, Operetta natalitia pastoritia (Kleine Hirtenoper, Weihnachtsspiel, 1761)
- Opera de passione Domini nostri Jesu Christi
- 8 Osteroratorien (aufgeführt im Prämonstratenserkloster Strahov): Captiva filia Sion (1757); Fortis in bello amor et maeror (1758); Justitia et clementia (1759); lnnocentia et pietas (1769); Patientia et humilitas (1761); Vox filiae Sion (1762); Patientia victrix (1763); Jesus Christus gloriose (...) triumphans (vor 1779)
- Missa Pastoralis Solemnis ex D (1761)
- 3 Messen: Missa pastoritia D-Dur für gemischten Chor, Orchester und Orgel (vor 1780); Missa ex D für 4 Singstimmen, 2 Violinen und Orgel; Missa ex D für S, B, 2 Violinen und Orgel
- Stabat mater F-Dur für gemischten Chor, Orchester und Orgel
- zahlreiche Offertorien, Motetten, Vespern, Litaneien und andere geistliche Werke
- Konzert F-Dur für 2 Oboen und Orchester

Schriften
- Beschreibung des in der königlichen Strahöfer Stiftskirche zu Prag neueingerichteten und im Jahre 1774 zu Stande geseβten Orgelwerkes (1775, Handschrift).
- Beschreibung der in der Pfarrkirche des königl. Prämonstratenser Stifts Strahof in Prag befindlichen großen Orgel sammt vorausgeschickter, kurzgefaßten Geschichte der pneumatischen Kirchenorgeln (Praha 1786).
- Descriptio quorundam bohemicorum musicorum (1787, Handschrift, mit Autobiografie)